# 남포 김씨
남포 김씨(藍浦金氏)는 충청남도 보령시 남포면을 본관으로 하는 한국의 성씨이다.

## 참고 자료
- “남포김씨(藍浦金氏)”. 뿌리를 찾아서.[깨진 링크(과거 내용 찾기)]